# مؤتمر المرأة في وسط كاليفورنيا
مؤتمر المرأة في وسط كاليفورنيا هو مؤتمر سنوي ينعقد ليوم واحد لخدمة المرأة من جميع الأجيال، الأجناس والخلفيات في فريسنو, كاليفورنيا.
يعمل المؤتمر كمنتدى للمرأة من جميع الأجيال والخلفيات للمشاركة في الأفكار العملية حول كيفية النجاح في مهنهم بينما تُوفق مطالب الحياة.
يجذب المؤتمر ببيع تذاكره تقليدياً حشد من 3500 امرأة، و يعقد المؤتمر في منتصف سبتمبر ويشمل مأدبة غداء، المتحدث الرئيسي، 27 دورة وعرض تجاري لحوالي 175 جهة بيع.
يعمل المؤتمر على تمكين المرأة في جميع مراحل حياتها.

## السجل
أسس عضو مجلس الشيوخ عن الولاية الراحل/ كين مادي مؤتمر المرأة بمركز كاليفورنيا في عام 1988، وقد صُمِم هذا المؤتمر بخطط هادفة لتعليم المرأة وتحفيزها و إلهامها حتى تتمكن من التفوق في مهنتها وشخصيتها.
تتناول مواضيع المؤتمر قضايا ذات صلة بالمرأة ويقوم بتوجيهها خبراء وطنيون، إقليميون ومحليون، يجتذب المؤتمر حشداً من 3500 امرأة أو أكثر ويُعد أحد أكبر المؤتمرات النسائية في ولاية كاليفورنيا.

## المتحدثون الرئيسيون
يستضيف المؤتمر كل عام مأدبة غداء مع متحدث رئيسي. وكان المتحدث الأول ريتا مورينو في عام 1988.
- 2018 - ماريا شرايفر
- 2017 - إيمي بوردي
- 2016 - ليزا لينغ
- 2015 - ليزا جيبونز
- 2014 - فاليري بيرتينيلي
- 2013 - هيلين هانت
- 2012 - جيمي لي كورتيس
- 2011 - جينا ديفيس
- 2010 - ماري ازموند
- 2009 - روبن روبرتس (مذيع)
- 2008 - سوز أورمان
- 2007 - جولدي هون
- 2006 - نانسي برينكر
- 2005 - جوان لوندين
- 2004 - ستار جونز
- 2003 - ايرين بروكوفيتش
- 2002 - بجي فلمنج
- 2001 - كوكي روبرتس
- 2000 - مارسيا والاس
- 1999 - سوزي أورمان
- 1998 - الأونرابل آن ريتشاردز
- 1997 - بولا زان
- 1996 - فيكي لورانس
- 1995 - لين شير
- 1994 - نانسي سنايدرمان
- 1993 - جيهان السادات
- 1992 - جيل شيهي
- 1991 - ديبي رينولدز
- 1990 - شيري لانسنج
- 1989 - ويلما رودولف
- 1988: ريتا مورينو